# Aranya cranc
L'aranya cranc (Misumena vatia) és una espècie d'aranya araneomorfa de la família dels tomísids, bastant comuna arreu d'Europa i present a Àsia i Amèrica del Nord. El mascle mesura entre 4 i 5 mm mentre que la femella ateny 10 mm.
Freqüentment associada amb Solidago, que atreu molts insectes als quals caça i devora. Viu en les flors, especialment les de color blanc i groc. El seu abdomen és arrodonit i es va allargant cap a la part posterior. El mascle és alguna cosa més fosc que la femella, encara que l'espècie és d'un color molt variable, blanc, crema, groc o verd, segons la flor en la qual caça (homocromia).